# Meno Haas
Johann Meno Haas (født 6. april 1752 i Hamborg, død 16 oktober 1833 i Berlin) var en i Danmark opvokset tysk kobberstikker, søn af Jonas Haas. Han var bror til Georg og Peter Haas og far til Jean Meno Haas.
Haas kom et år gammel med forældrene til København, hvor han i en ung alder frekventerede Kunstakademiet og nød sin faders og Johan Martin Preislers undervisning. Haas blev en frugtbar, men efter manges mening middelmådig kunstner. De fleste af hans stik fra Danmark er små beskedne portrætter og prospekter. 1778 blev han Københavns Universitets kobberstikker.
I 1782 drog han til Paris, hvor han i nogen tid arbejdede under Nicolas de Launay, men kaldtes i 1786 til Berlin, af hvis kunstakademi han i 1793 blev medlem efter et par år før at have fuldendt sit bekendte stik Hagars forstødelse. 
Haas opnåede en for sin tid meget høj alder. Hans hustru, Birgitte Cathrine født Hortulan (født 1758), var det femte af den ypperlige holbergske aktør Marcus Ulsøe Hortulans syv børn.
Han er repræsenteret i Kobberstiksamlingen med grafik og enkelte tegninger.

## Værker
- Kronprins Frederik og hans kammerat ved legetrappen (1771-72, tilskrevet stik til Frederik VIs Barnelege, efter Peter Cramer og Johan Mandelberg)
- Illustrationer og og vignetter til Carsten Niebuhr: Reisebeschreibung nach Arabien, 1774-76.
- Ditto til Pehr Forsskål: Icones Rerum Naturalium, 1776.
- Portræt af O.F. Müller, efter Cornelius Høyer (1776)
- Lorenz Spengler, efter samme (1776)
- Profilportrætstik af medlemmer af kongehuset (1777-79), bl.a. kronprins Frederik (VI), efter Cornelius Høyer
- Anne Colbiørnsen, efter Erik Pauelsen (1780)
- Rolf Krake og hans mænd, efter samme (1782)
- Hagars forjagelse, efter A. Flinck (1789)
- Det tyske fyrsteforbund, efter Bernhard Rode (1793, medlemsstykke til akademiet i Berlin)
- Frederik Wilhelm III af Preussen, efter Christian Horneman (1798)
- Dennes dronning Louise, efter H. Plötz
- Skuespilleren H.C. Knudsen, efter Jens Juel (1800)
- Frederik II til hest, efter L. Wolff (1808)
- Skibsreder William Duntzfelt, efter Christian Horneman (1809)